# Du wahrer Gott und Davids Sohn
Du wahrer Gott und Davids Sohn (in tedesco, "Tu vero dio e figlio di Davide") BWV 23 è una cantata di Johann Sebastian Bach.

## Storia
La cantata Du wahrer Gott und Davids Sohn venne composta da Bach a Köthen fra il 1717 ed il 1723 per la Domenica di Quinquagesima come esame (insieme alla Jesus nahm zu sich die Zwölfe BWV 22) per l'assunzione come kantor della chiesa di San Tommaso a Lipsia. L'opera venne eseguita il 7 febbraio 1723 ed il 20 febbraio 1724.
Il testo della cantata è di autore sconosciuto.

## Struttura
La Du wahrer Gott und Davids Sohn è scritta per soprano solista, contralto solista, tenore solista, basso solista, coro, trombone I, II e III, cornetto, violino I e II, oboe I e II, viola e basso continuo ed è suddivisa in quattro movimenti:
1. Duetto: Du wahrer Gott und Davids Sohn, per soprano, contralto, oboi e continuo.
2. Recitativo: Ach! gehe nicht vorüber, per tenore, oboi, violini e continuo.
3. Coro: Aller Augen warten, Herr, per coro, oboi, archi e continuo.
4. Corale: Christe, du Lamm Gottes, per tutti.